# مصطفی عالی‌نسب
مصطفی عالی‌نسب یا میرمصطفی سیّدعالی‌نسب (نام خانوادگی قبلی:کورهلی) (زادهٔ ۱۲۹۸ تبریز - درگذشته ۷ تیر ۱۳۸۴ تهران) اقتصاددان و صنعتگر ایرانی بود. او سکان‌دار سیاست‌های اقتصادی دولت ایران در زمان دولت‌های رجایی و موسوی و تأثیرگذارترین عضو شورای اقتصاد در دههٔ اول پس از انقلاب بود.
عالی‌نسب عضو هیئت ۱۵ نفری مشاوران اقتصادی دولت محمد مصدق، اولین تولیدکننده سماور، چراغ خوراک‌پزی و بخاری دستی در ایران، مشاور اقتصادی رئیس‌جمهور و نخست‌وزیر در دولت‌های رجایی، مهدوی کنی، باهنر و موسوی، عضو شورای اقتصاد، شورای پول و اعتبار، اولین رئیس شورای عالی صادرات غیرنفتی، مسئول راه‌اندازی مجتمع مس سرچشمه و مجتمع فولاد اهواز و اولین مدیر عامل شرکت ایران ناسیونال (ایران خودرو کنونی) پس از انقلاب ۱۳۵۷ بود.

## زندگی
عالی‌نسب اولین آموزش‌های علمی خود را در «مرکز وابسته بازرگانی آلمان» در زمینه اقتصاد، حسابداری و بازرگانی دیده بود. پس از شهریور ۱۳۲۰ وارد کار اقتصادی مستقل در تبریز و سپس تهران شد. او که ابتدا فروشنده چراغ والور ساخت انگلیس بود، در سال ۱۳۲۹ به درخواست محمد مصدق برای استفاده از فرآورده‌های نفتی در داخل کشور و کاهش وابستگی به صادرات نفت خام شرکت «صنایع نفت و گازسوز عالی‌نسب» را تأسیس کرد. اولین سماورها، چراغ‌های خوراک‌پزی و بخاری‌های نفتی از جمله بخاری معروف «علاءالدین» در این دوران ساخته شد. در همین دوران در مقام مشاور مصدق ایده انتشار «اوراق قرضه ملی» را مطرح کرد. پس از کودتای ۲۸ مرداد عالی‌نسب به دلیل همکاری با دولت مصدق و عضویت در گروه مشاوران او مورد توجه حکومت قرار نداشت اما گاه از نظرات او در محافل اقتصادی از جمله بانک مرکزی استفاده می‌شد. او همچنین رابطهٔ نزدیکی با برخی مراجع تقلید شیعه همچون حسین طباطبایی بروجردی و محمدهادی میلانی داشت و به‌گفته فرشاد مؤمنی این دو هیچگاه در مسائل اقتصادی بدون مشورت با عالی‌نسب تصمیم‌گیری نمی‌کردند و حتی یک بار محمدهادی میلانی فتوای خود در مورد سرقفلی و سفته را پس از مخالفت عالی‌نسب تغییر داده بود.
با وقوع انقلاب وی مجدداً به ساختار قدرت نزدیک شد و پست‌های مهمی را برعهده گرفت. عضویت شورای طرح‌های انقلاب (در شورای انقلاب)، شورای اقتصاد، شورای پول و اعتبار، تأسیس و ریاست شورای صادرات غیرنفتی، عضویت در هیئت مؤسس سازمان صنایع ملی، مشاور اقتصادی نخست‌وزیر و رئیس‌جمهور، و راه‌اندازی مجدد مجتمع مس سرچشمه و مجتمع فولاد اهواز و مدیرعاملی کارخانه ایران ناسیونال (ایران خودرو) در سال‌های ۵۸–۵۹ از فعالیت‌های او در این دوران بود.
عالی‌نسب در دولت میرحسین موسوی نقش اصلی را در تعیین سیاست‌های اقتصادی دولت داشت و مورد اعتماد بی‌اندازهٔ میرحسین موسوی قرار داشت. موسوی خود بارها گفته است که «اگر عالی‌نسب نبود، ایران در زمان جنگ از نظر اقتصادی شکست می‌خورد و سقوط می‌کرد.»
مسعود روغنی زنجانی وزیر برنامه و بودجه دولت موسوی که از منتقدان عالی‌نسب بود در این مورد می‌گوید: 
«در اداره جلسه‌های دولت وقتی همه حرف می‌زدند، آقای موسوی می‌گفتند که آقای عالی‌نسب اظهار نظر نکردند و وقتی هم ایشان حرف می‌زد، محور راه‌حل‌ها روی نظرات وی می‌چرخید … حرف ایشان بود که در نهایت سرنوشت
اظهارنظرهای کارشناسی را رقم می‌زد.»
عالی‌نسب پس از پایان کار دولت موسوی و آغاز ریاست‌جمهوری هاشمی و سیاست‌های تعدیل اقتصادی از قدرت کناره گرفت و دیگر مسئولیتی بر عهده نداشت.
علی خامنه‌ای رهبر جمهوری اسلامی ایران در ۱۰ تیرماه ۱۳۸۴ به مناسبت درگذشت عالی‌نسب پیامی به این شرح صادر کرد: در گذشت مرحوم مغفور آقای میرمصطفی عالی‌نسب را به خاندان محترم و دوستان و نزدیکان و همکاران ایشان تسلیت عرض می‌کنم. آن مرحوم، انسانی دانا، مدیری مبتکر، مؤمنی روشن‌بین، مردی نیکوکار و دلسوز و پرتلاش بود. حضور فعال ایشان در مباحثات دشوار اقتصادی دولت در دوران جنگ تحمیلی، یادگاری فراموش نشدنی و صبر ایشان در برابر مصائب سنگین، نمونه‌ای فراگرفتنی است. خداوند رحمت خود را شامل حال او گرداند و پاداشی بزرگ به او عنایت فرماید.
او یکی از خیرین بزرگ می‌باشد که چند بیمارستان تأمین اجتماعی به نام وی بنا شده است که یکی از آنها بیمارستان عالی‌نسب تبریز است.

## حمایت از تولید ملی
عالی‌نسب در ۳۰ سالگی به یکی از مشهورترین تاجران کشور در زمینه چینی و بلور تبدیل شد. او پس از مطالعات دینی و بررسی‌های اقتصادی به دلیل اعتقادات و رویکردهای ملی تصمیم گرفت مسیر فعالیت‌های اقتصادی اش را تغییر دهد. عالی‌نسب به این نتیجه رسیده بود که کمک به استمرار یک رابطه یک سویه با کشورهای پیشرفته و تبدیل شدن به یک واردکننده صرف با اصول اقتصاد اسلامی و اقتضائات تاریخی اقتصاد ایران سازگاری ندارد. با این حساب گام برداشتن در مسیر تولید ملی را به هدف اصلی خود تبدیل کرد. عالی‌نسب از سال ۱۳۲۸ دیگر کارت بازرگانی اش را تمدید نکرد.

## ارتباط با مراجع دینی
سید حسین طباطبایی بروجردی و سید محمدهادی میلانی در مسائل اقتصادی با مشورت با عالی‌نسب تصمیم‌گیری می‌کردند. یک بار آیت‌الله میلانی فتوای خود در مورد سرقفلی و سفته را پس از مخالفت عالی‌نسب تغییر داده بود. عالی‌نسب با مرتضی مطهری و سید محمد حسینی بهشتی جلسات و مباحث مستمری را دنبال می‌کرد.
همچنین مشهور شده بود که قرار مشترکی در میان این علامه محمدتقی جعفری بوعزار و عالی‌نسب گذاشته شده بود تا میرمصطفی عالی‌نسب از علامه جعفری در علوم اسلامی بیاموزد و در مقابل به ایشان اقتصاد آموزش دهد. عالی‌نسب بعدها در فعالیت‌های انقلابی با سید محمود طالقانی هم ارتباط خوبی پیدا کرد.

## صنایع نفت سوز و گاز سوز عالی‌نسب
عالی‌نسب با سرمایه شخصی خود، «صنایع نفت سوز و گاز سوز عالی‌نسب» را تأسیس کرد. این کارخانه پایه‌گذار تولید ملی پس از ملی شدن صنعت نفت بود و نماد همدلی دولت و ملت نام گرفت. به واسطه این کار بزرگ، محمد مصدق دستور داده بود که دو عدد از سماورهای عالی‌نسب به صورت نمادین و شبانه‌روزی در ورودی کاخ نخست‌وزیری (کاخ گلستان فعلی) نصب شود. روایت شده است که مصدق یک نمونه از این سماور در دفتر کار خود قرار داده بود و برای مهمانانش از آن چای می‌ریخت.

## سیاست‌های پولی و ارزی در دهه ۶۰ و دوران جنگ تحمیلی
عالی‌نسب از تأثیرگذارترین اعضای شورای اقتصاد در دههٔ اول پس از انقلاب و مشاور اقتصادی نخست‌وزیر وقت، مسیرحسین موسوی، بود. در این دوره و در زمان دولت موسوی در ایران با وجود آنکه نرخ رسمی ارز در فاصلهٔ سال‌های ۱۳۵۹ تا ۱۳۶۷ ثابت بود ولی برای واردات و صادرات کالاها گروه‌های ارزی و مجوزهای خاص وجود داشت و با توجه به آنها نرخ تبدیل ارز واردات و صادرات کالاها توسط دولت محاسبه می‌شد که بعضاً دلار دولتی و بازار ۱۵۰۰ درصد تفاوت قیمت داشتند. واردات کالاهای غیر ضروری به کل ممنوع بود و مواد غذایی و کالاهای ضروری توسط یک سیستم توزیع دولتی و کوپنی عرضه می‌شدند و این سیستم ارزی و تجاری باعث ایجاد رانت‌های گسترده ارزی، بازارهای زیر زمینی و مشاغل کاذب از قبیل فروش ارز و کوپن و احتکار مواد غذایی شده بود. واردات کالاها با نرخ ارزان دولتی و اجبار به تحویل ارز صادر کننده با نرخ پایین به دولت در این دوران باعث از صرفه افتادن فعالیت‌های تولیدی و تعطیل شدن کارگاه‌ها و کارخانجات تولیدی در ایران و مهاجرت گسترده صاحبان این صنایع شد که اموال و کارخانجات این افراد نیز در ادامه اجرای قوانین مصادره اموال پس از انقلاب ۱۳۵۷ ایران با عناوینی مثل «احیاء و اداره صحیح صنایع و توسعه» و «نجات صنعت و اقتصاد کشور» بعد از تعطیلی توسط دولت وقت مصادره می‌شدند.
سیاست ارزی دولت در دهه ۶۰ در نهایت نه تنها به دلیل دامن زدن به فرار سرمایه نتوانست نیازهای ارزی کشور را تأمین کند بلکه با اتمام ذخایر ارزی ایران به شوک درمانی ارزی منتهی شد؛ به طوری که در ابتدای سال ۱۳۶۷ طبق آمار بانک مرکزی نرخ دلار بازار آزاد به یکباره از ۱۴٫۱ تومان به ۹۶٫۶ تومان (۵۸۰ درصد) افزایش یافت و نخست‌وزیر وقت، میرحسین موسوی اعلام کرد که دیگر حتی ۱ دلار برای تخصیص به جنگ نداریم. اجرای این سیاست ارز چند نرخی رانتی و تهییج فرار سرمایه از ایران در این دوره درحالی بود که بودجه جنگ کشور به نرخ‌های ثابت از سال ۱۳۶۰ به بعد نه تنها افزایش چشمگیر نداشت بلکه از سال ۱۳۶۵ به بعد رو به کاهش بود و این از دلایل اصلی شکست‌های ایران در رسیدن به اهداف جنگی در این دوره و عقب‌نشینی‌های در میدان‌های جنگ و پذیرش قطعنامه ۵۹۸ در سال ۱۳۶۷ شد.

## راه اندازی صنایع کارتن سازی
کارخانه کارتن‌سازی میهن توسط عالی‌نسب راه‌اندازی شد. این کارخانه امکان بسته‌بندی محصولات را فراهم می‌کرد.

## کنار گذاشته شدن عالی‌نسب از فعالیت‌های اقتصادی دولت بعد از جنگ
فرشاد مؤمنی معتقد است: گروه‌های ذینفعی بودند که اعتقاد داشتند عالی‌نسب و پشتیبانی وی در دولت راه را بر فساد، رانت و ربا بسته است، آنها فکر می‌کردند که این کارهای عالی‌نسب یک نوع تنگ نظری است و طریق آزادسازی قبل از اینکه نهادهای پشتیبان بازار فراهم شود، خیری برای جامعه ایجاد می‌شود.
محمدرضا حکیمی نیز دربارهٔ عالی‌نسب می‌گوید: میرمصطفی عالی‌نسب کسی است که برای اولین بار در تاریخ اقتصادی ایران با تکیه بر دانش و تجربه خود و نیز اعتمادی که همه طیف‌های مؤثر و فعال در پیروزی انقلاب اسلامی به سماحت و صداقت و دانش و تجربه استثنایی او داشتند این فرصت را برای کشورمان فراهم کرد که در حالی که با یکی از طولانی‌ترین جنگ‌های چهار صد ساله اخیر درگیر بود، اما حتی یک مورد ثبت شده از مرگ و میر ناشی از قحطی و اپیدمی مشاهده نکند. بزرگی همین یک کار چه از نظر علمی، چه از نظر اجرایی و چه از نظر ملاحظات انسانی و اخلاقی به اندازه‌ای است که اگر در کشورهای دیگری چنین دستاوردی ظاهر می‌شد ده‌ها جایزه ملی و بین‌المللی به نام خالق این دستاورد طراحی می‌شد و ده‌ها فیلم و داستان در اطراف این مسئله سترگ تهیه شده و به نمایش درمی‌آمد. اما در کشورمان این دستاورد بی‌نظیر حتی به درستی درک هم نشد تا چه رسد به آن که در اطراف آن بحث و گفتگویی طرح شود.